# Epicephala subtilis
Epicephala subtilis är en fjärilsart som beskrevs av Edward Meyrick 1922. Epicephala subtilis ingår i släktet Epicephala och familjen styltmalar. Inga underarter finns listade i Catalogue of Life.